# Yesterday's Papers
«Yesterday's Papers» —en español: «Diarios de ayer»— es una canción de la banda británica de rock The Rolling Stones, incluida en su álbum Between the Buttons, editado en 1967. Fue el primer tema que Mick Jagger escribió por su cuenta para la banda. En la versión británica fue la pista de apertura, mientras que en la versión norteamericana fue la pista número 2.

## Historia
En la canción, grabada a finales de 1966, el vibráfono de Brian Jones y el clavecín de Jack Nitzsche son prominentes: Keith Richards interpreta una guitarra distorsionada con Charlie Watts en la batería y Bill Wyman en el bajo. Una versión bootleg presenta una pista instrumental alternativa que incluye arreglo de cuerdas.
Mientras que la mezcla estéreo se desvanece después del coro, la mezcla mono continúa para un coro más completo. Además, en la versión estéreo pueden apreciare mejor las voces de fondo, que en la versión mono se desvanecen.
«Yesterday's Papers» habla supuestamente a la exnovia de Jagger Chrissie Shrimpton, cuya relación con Jagger en ese momento se volvió agria. Se destaca por sugerir un tratamiento negativo de las mujeres, como algo que puede ser simplemente tirarse. Esto se ve exacerbado por el hecho de que Shrimpton intentó suicidarse después de terminar la relación.
La canción ha sido versionada por Chris Farlowe.

## Personal
Acreditados:
- Mick Jagger: voz, pandereta.
- Keith Richards: guitarra eléctrica, coros.
- Brian Jones: vibráfono, marimbas.
- Bill Wyman: bajo
- Charlie Watts: batería
- Jack Nitzsche: clavecín